# حاميات أسموزية
الحاميات الأسموزية أو المواد المذابة المتوافقة هي جزيئات صغيرة تعمل بمثابة متحللات أسموزية (بالإنجليزية: osmolytes)‏ (مركبات تؤثر في الأسموزية) وتقوم بمساعدة الكائنات لتنجو من الإجهاد الاسموزي.
في النباتات، يمكن لتراكمها زيادة فرصة البقاء على قيد الحياة خلال الحالات الشديدة مثل الجفاف. ومن الأمثلة على المواد المذابة المتوافقة:البيتائينات ، والأحماض الأمينية، وترهالوز السكر.هذه الجزيئات تتراكم في الخلايا وتوازن الفرق الاسموزي بين محيط الخلية والعصارة الخلوية.
في الحالات الشديدة، كما في الدوارات الشبيهة بالعلق، والكائنات بطيئات المشية، والروبيان الملحي، والديدان الأسطوانية، يمكن لهذه الجزيئات السماح للخلايا التي جفت تماما بالبقاء على قيد الحياة والسماح لهم بالدخول في حالة من توقف الحركة تسمى الحيوية الخفية. في هذه الحالة العصارة الخلوية والحاميات الأسموزية تصبح تشبه الزجاج الصلب الذي يساعد على تحقيق الاستقرار في البروتينات وحماية أغشية الخلايا من الآثار الضارة للجفاف.
وقد تبين أيضا أن المواد المذابة المتوافقة تلعب دورا وقائيا من خلال الحفاظ على نشاط انزيم من خلال دورات تجميد ذوبان الجليد وارتفاع درجات الحرارة.
عملها المحدد غير معروف ولكن يعتقد تفضيلياً بأنها مستبعدة من واجهة البروتينات بسبب ميلها لتشكيل هياكل المياه.